# دستگرد (درمیان)
دستگرد روستایی در دهستان طبس مسینا بخش گزیک شهرستان درمیان استان خراسان جنوبی ایران است. بر پایه سرشماری عمومی نفوس و مسکن در سال ۱۳۹۰ جمعیت این روستا ۱٬۱۴۹ نفر (در ۲۹۸ خانوار) بوده‌است.
- دستگرد: به معنای «دست‌ساخت» است و در آغاز به‌آبادی‌های تازه بنیاد گفته می‌شد و در زمان ساسانیان در معنای زمین‌های شاهی کاربرد یافت. همچنین در فرهنگ فارسی معین، دستگرد به معنای زمین پست وهموار و در لغت‌نامه دهخدا، به زمین هموار، زمین وملک زراعی و بنائی مانند کوشک که خانه‌ها به دور آن باشد، معنی شده‌است. بیشتر نقاطی که در ایران و کشورهای پیرامون آن با نام‌های دستگرد و دستجرد معروفند، همان زمین‌های شاهی ساسانی هستند.
- قدمت روستا این روستا اوّلین روستا و نیز جزء قدیمی‌ترین سکونتگاه‌های این منطقه بوده‌است و دلیل وی نیز این است که چمن‌زار ثبت روستای دستگرد است. همچنین در اطراف آسیاب بادی، حدود ۱۶۰۰ سال پیش قلعه‌هایی بوده‌است که مردم در آن زندگی می‌کردند و به احتمال زیاد پیرو دین زرتشت بوده‌اند، که در آن زمان مردم آن‌ها را به نام «گبر» می‌شناختند و قبرستان آن‌ها حوالی بوستان یا بندهای معروف به بندرعیتی بوده‌است. از نشانه‌های وجود این قلعه‌ها، تکه سنگ‌هایی است که از زیر خاک یافت شده‌است و نیز در زمان حکومت محمّدیوسف خان، یک حفرهٔ بزرگ پر از خاکستر از زمین درآمده است
- یکی دیگر از نشانه‌های قدمت روستای دستگرد این است که چند سال قبل هنگامی‌که اهالی روستا از آن‌جا خاک برمی‌داشتند، به دیوارهایی با عرض ۲ تا ۳ متر برخورد می‌کنند که زیر خاک مدفون بوده‌است. حدوداً ۱۴۰۰ سال قبل، پادشاه وقت «یزگرد ساسانی» دستور به آبادانی و حفر قنات روستا را می‌دهد و مردم در این روستا سکنی می‌گزینند و برای امنیت بیشتر، مردم قلعه‌ای می‌سازند. که این قلعه دارای چهار برج است. حدود ۴۰۰ یا ۵۰۰ سال پیش سلطان اویس ملک‌زاده کرمانی، به دستور دولت وقت، سرحدّار مرز ایران و افغانستان می‌شود و در قنات روستای دستگرد نیز سهیم می‌گردد. همچنین حدود ۱۴۰ تا ۱۵۰ سال پیش، یکی از افغانی‌هایی که به ایران آمده بودند، نزد دولت وقت که احتمالاً مظفرالدّین شاه بوده‌است، می‌رود و از وی تقاضای کمک می‌کند و دولت نیز به حاکم قائن دستور می‌دهد به افغان‌ها کمک کند. حاکم قائن در قبال ۲۰۰ خروار گندم و ۳۰۰ تومان پول، طاغان را به آن‌ها می‌دهد. افغان‌ها بعد از چند سال دوباره درخواست می‌کنند که حاکم، دستگرد را به آن‌ها بدهد، او نیز در مقابل کار کردن افغان‌ها در دستگرد و دادن نصف محصول به وی، درخواستشان را قبول می‌کند. محمّدیوسف خان سموری در روستای دستگرد برای خود سپاهی تشکیل می‌دهد و حاکم مناطقی از شاهرخت تا سرچاه تازیان و سربیشه و درع و ماخونیک می‌شود و مرکز حکومت خود را نیز دستگرد قرار می‌دهد. همچنین وی دستور ساخت قلعه‌ای در خارج ار قلعه‌های قبلی را می‌دهد که این سوّمین قلعهٔ دستگرد بوده‌است. این قلعه دارای یک برج و یک نیم برج و دو طبقهٔ بزرگ است و در هر طبقه چندین خانه وجود داشته‌است، که از بهترین آن‌ها می‌توان اتاق پنج در و اتاق چیتی، که اتاق میهمان‌هان بوده‌است را نام برد، که چندین سال استادکارانی با مهارت تمام در آن کار می‌کرده‌اند و گچ‌بری‌ها و نقاشی‌های بسیار زیبا در آن پدیدآورده‌اند، اکنون از این اتاق‌ها خرابه‌ای بیش نمانده‌است. همچنین این قلعه دو در داشته‌است که یکی داخل کوچه و دیگری به داخل باغ باز می‌شده که استراحتگاه محمّدیوسف خان بوده‌است. این آخرین قلعهٔ روستا بوده‌است و بعد مردم از قلعه‌نشینی خارج و به روستانشینی روی آورده‌اند، تا به مرور روستای فعلی به‌وجود آمده‌است.
- وضعیت تحصیل قبل از سال ۱۳۴۲ تحصیل در روستا به صورت مطّب‌خانه (مکتب خانه) بوده‌است. با ورود سپاه دانش به روستاها، روستای دستگرد نیز در دورهٔ چهارم سپاه دانش از این نعمت برای از بین بردن بی‌سوادی بهره‌مند شد. اوّلین شخصی که به عنوان کارمند یا معلّم سپاه دانش به روستا آمد، محمّد رسول‌پور بوده و بعد از تعطیل شدن سپاه دانش، طرح نهضت سوادآموزی پیاده شد. اوّلین معلّم روستا محمّدظاهرفرّخفال از روستای نوغاب بوده‌است. همچنین اوّلین مدرسهٔ روستا در سال ۱۳۴۲ با پنج کلاس و به صورت گنبدی و با خشت و گل ساخته شده‌است و هم‌اکنون به مخروبه تبدیل شده‌است. امّا هم‌اکنون روستا دارای سه مدرسه می‌باشد، که شامل یک دبستان به نام سعدی، مدرسهٔ راهنمایی به نام حافظ و دبیرستان پسرانهٔ شهریار می‌باشد، که البتّه بعد از تغییر سیستم آموزشی به این شکل، دو مدرسهٔ دبستان و راهنمایی با ادغام شده و به نام مجتمع آموزشی شهید چمران درآمده است. میزان ورود به دانشگاه در چند سال اخیر رو به افزایش بوده‌است. دکتر محی الدین محمدی (متخصص رادیولوژی و سونوگرافی)، دکتر مصطفی تیموری (هیئت علمی دانشگاه - اقتصاد کشاورزی)، دکتر محمود تیموری (جامعه‌شناسی گرایش اقتصاد و توسعه - مدرس دانشگاه)، حاجی احمد مخدومی (معلم بازنشسته، مدیر سابق مدارس دستگرد، عضو سابق شورا)، محمد عظیم مخدومی (معلم بازنشسته، مدیر سابق مدارس دستگرد، عضو شورا)، مهندس عبدالله تیموری (برق - مدرس دانشگاه)، ابراهیم محمدی (شاعر - دانشجوی دکتری زبان و ادبیات فارسی)، محمد نصراللهی (دکتری منابع طبیعی)، مهندس عبدالرشید حسنی (برق)، سعید زینلی (دبیر - فوق لیسانس روان‌شناسی)، ناصر زینلی (دبیر - فوق لیسانس زبان و ادبیات فارسی)، مهندس عبدالرئوف مخدومی (زمین‌شناسی) مهندس عبدالقدوس احمدی (دبیر - زمین‌شناسی، رئیس شورا)، حافظ محمد شفیعی (دبیر - فوق لیسانس فلسفه غرب)، مهندس عبدالرحمن زینلی (برق) و … چند تن از فرهیختگان روستا هستند.